# 馬尼 (羅馬尼夫區)
50°2′27″N 27°58′35″E / 50.04083°N 27.97639°E
馬尼（烏克蘭語：Мані），是烏克蘭北部的村莊，隸屬日托米爾州的日托米爾區。該村始建於1785年，面積36.6平方公里，海拔高度267米，2001年該村落人口85。